# 소비혁명
소비혁명(consumer revolution) 혹은 소비자혁명은 약 서기 1600년에서 1750년 사이 잉글랜드에서 소비의 증가, 사치품의 다양화 증가, 다양한 경제적 사회적 배경을 가진 이들의 생산이 발생하였던 시기를 말한다. 소비혁명은 절약과 결핍이 두드러지는 전통적인 생활 양식에서 벗어나 사회적으로 대랑 소비(mass consumption)가 증가하는 시대로 전환되어 가는 것을 특징으로 한다.

## 역사
소비주의는 서구 세계와는 연관성이 덜하지만 실제로는 국제적인 현상이다. 사람들이 자신의 기본 욕구를 초과하여 물품을 구매하고 물질을 소비하는 것은 최초의 문명이 탄생했던 이래로부터 있어 왔다.(예) 고대 이집트, 바빌로니아, 고대 로마 등)

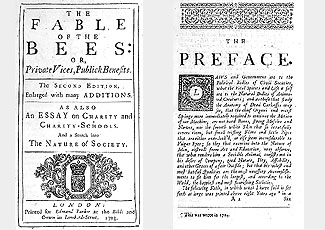
버나드 맨더빌, 꿀벌의 우화, 과시 소비(conspicuous consumption)를 정당화하였다.

소비자 사회는 17세기 말에 등장하여 18세기에 확산되었다. 이는 주로 4개 대륙에 걸쳐 있었던 식민지들과의 무역협상(trade deal) 때문이었다. 사치품 소비 개념을 갖는 중산계급의 증가, 생필품과 같이 필요한 것을 구매하는 것이 아니라 구매를 결정하는 요소로서의 패션의 중요성 증가로 인하여 변화가 발생하였다. 소비혁명은 사람들의 여가 목적에 부응하도록 전문적으로 설계된 국유 재산(country estate) 설립이 증가한 현상, 시장 증가를 노린 사치품 이용도가 증가한 현상을 포함한다. 여기에는 설탕, 담배, 차(茶), 커피가 포함된다. 이러한 물품들은 수요가 조금씩 성장하면서 캐리비안해(Caribbean) 식민지의 광활한 노예 플랜테이션에서 생산되는 양이 증가하였다. 특히 18세기에는 대영제국 내 설탕 수요가 20배 가량 증가하였다. 또한 무역과 시장의 확장 역시 풍요로운 사회(affluent society)가 되는데 필요한 여러 물품의 수량을 증대시킴으로써 소비혁명의 확산에 기여하였다.
이러한 패턴은 젠트리(gentry)와 부유한 상인이 거주하면서 사회경제적 격차를 초월하여 서서히 증가하고 있던 사치와 소비 문화를 창조하는 런던에서 특히 두드러졌다. 1609년 제1대 솔즈베리 백작 로버트 세실(Robert Cecil)이 런던 스트랜드에 뉴 익스체인지(the New Exchange)와 같은 쇼핑 센터가 열리면서 시장이 확장되었다. 런던 시민들의 만남과 사교 활동 장소로서 상점이 중요해지기 시작하였고, 극장을 따라 인기 있는 방문 장소가 되었다. 영국 왕정복고 시기 런던은 또한 니콜라스 바본(Nicholas Barbon)과 리오넬 크랜필드(Lionel Cranfield, 1st Earl of Middlesex)와 같은 투기성 짙은 건축가들에게 사회적 지위를 광고하는 사치스러운 빌딩들이 늘어났다.
유리 가공과 비단 제조와 같은 산업이 증가하였고, 이때 팸플릿 제조가 많이 이뤄졌던 현상으로 인하여 개인의 도덕적 비행(private vice)으로 치부된 사치품 구입이 공익에 있어 정당화되는데 일조하였다. 당시로서는 상당히 문제되었던 이러한 사고방식은 1714년 버나드 맨더빌(Bernard Mandeville)의 저명한 저서 『꿀벌의 우화(The Fable of the Bees)』의 출판 논쟁을 일으켰다. 여기에서 맨더빌은 국가의 번영은 결국 소비자의 사리추구(self-interest)에 있다고 주장하였다.

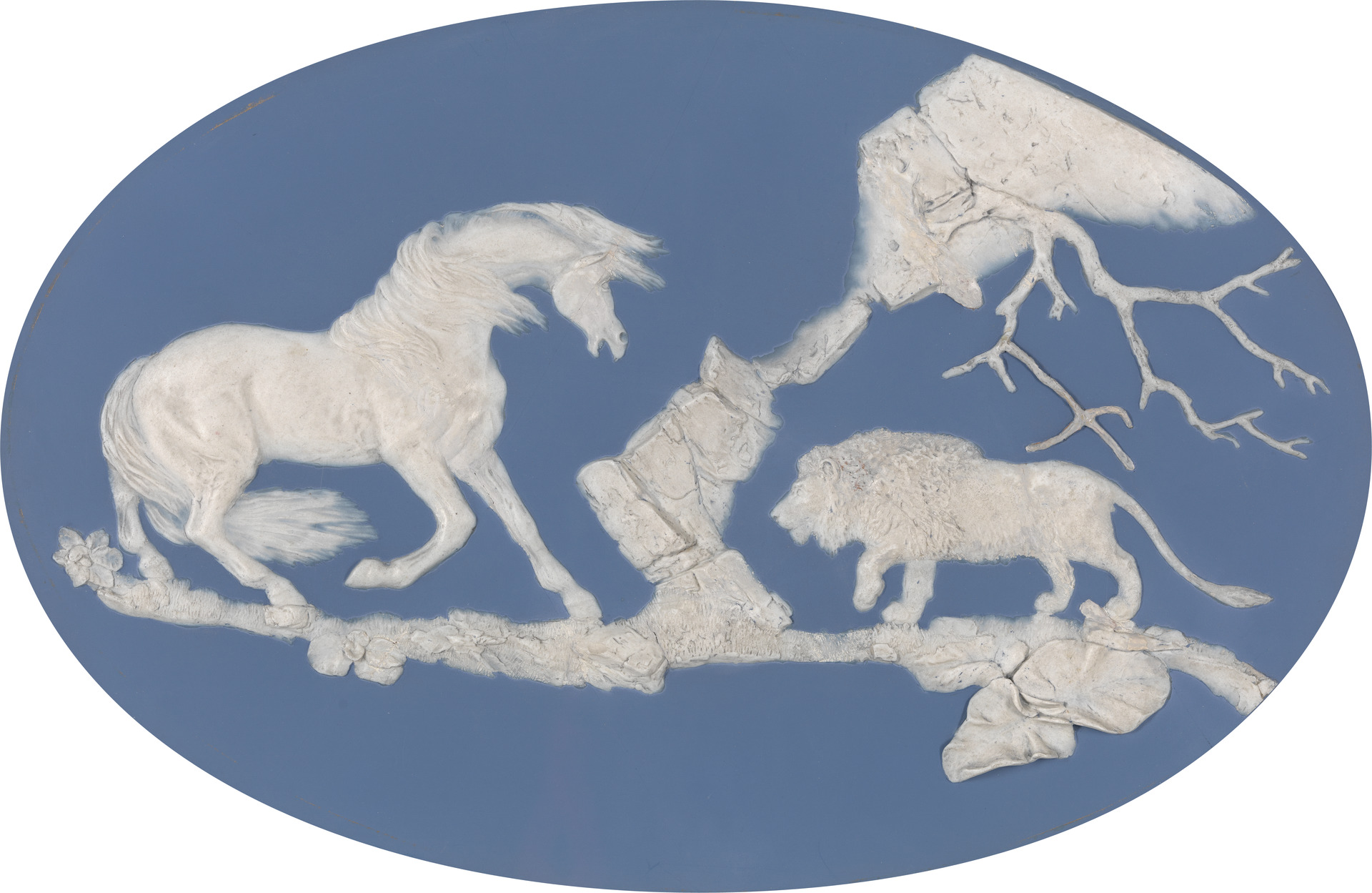
웨지우드 도자기(Wedgwood pottery), 도자기 속 그림 ‘사자에 놀란 말(Horse Frightened by a Lion)’은 1780년 조지 스터브스(George Stubbs)의 그림에서 모티프를 따옴.

사회적 풍요와 사회 이동이 증가함에 따라 소비에 대한 가처분 소득이 있는 사람들의 수가 늘어나면서, 이러한 트렌드는 18세기에 광범위하게 가속화되었다. 중요한 변화로는 가정용 품목 대신 개인용 물품에 대한 마케팅, 그리고 실용성 대신 패션의 변화와 관련되면서도 심미적 호소가 필요로 하는 지위 상징(status symbol)으로서 물품에 새로운 지위가 부여되는 것이 있었다.
모조 도자기 제조업자이자 기업가였던 조사이아 웨지우드(Josiah Wedgwood)는 방향 변화가 주기적으로 자주 발생하는 귀족 패션이 사회로 여과되어 서서히 스며들어가는 방식에 주목하였다. 웨지우드는 우세한 취향이 흐르는 방향이라든지 귀족 사이에서 자신의 물품이 수용되게끔 하는 기호에 영향을 주거나 이를 조작하는 마케팅 전략을 처음 사용하였다. 웨지우드는 자신의 상품이 중간계급들에 의해 빠르게 매진되기 전의 시간의 문제뿐이기도 하였다. 그의 사례 이후 다른 여러 공산품의 생산자들도 이를 따라했고, 소비 유행의 확산과 중요성은 점점 더 중요해졌다.

## 준사치품과 모조품
대중문화(popular culture)는 아시아와 지중해 교역을 통하여 영국으로 모인 물품으로부터 미적 기술, 디자인, 기법을 끌어들였다. 아시아 도자기 수요가 증가함에 따라, 유럽 시장은 구매자의 수요를 충족하는데 어려움을 겪었고, 이에 따라 도자기 제조업자들은 중국 도자기를 모방하기 시작하였다. 도자기는 식기와 장식용 도자기가 인기가 있었지만, 도자기 스타일, 모양, 장식은 중국적인 것보다는 서구적 취향이나 꽃그림, 영국적 그림에 더 맞게끔 변화하였다.
모조품은 또한 사회계층(social class)을 위장하는데도 사용되었다. 중간계급 소비자들은 엘리트계층이 고위층임을 뽐내고자 사용한 해외 교역을 통해 들여온 이국적 사치품과 같은 것을 사용할 수는 없었다. 시장과 상점들은 타겟 구매자들이 중간계급 소비자였기에 실제 사치품을 모조한 ‘준사치품(semi-luxury goods)’을 만들어내기 시작하였다. 이러한 물품들은 ‘위조 문화(counterfeit culture)’를 창조하는 움직임의 일부를 보여주었다. 위조 문화는 엘리트 계층이 살았던 사치스러운 삶과 그들의 부를 그만큼 많은 돈을 들이지 않고도 모방할 기회를 중간계급에게 제공하였다. 가내 장식품, 주방용품, 의복, 탈것은 모두 ‘상류사회(polite society)’로 넘어가는데 사용한 물품들이었다.
영국은 자신들의 무역 대상국에 비하여 수출 물품이 대량으로 생산되는 것을 걱정하였다. 아시아 국가들이 그만큼 수출을 하지 않기 때문에 영국은 경제적으로 아시아 국가들에게 따라잡히고 싶지 않았기에, 상인, 장인, 상점 주인들은 아시아 시장과 경쟁하기 위하여 자신만의 상품을 만들어내기 시작하였다. 아시아 물품을 전부 복제하는 것을 피하고자, 영국의 모조품 제조업자들은 프랑스, 네덜란드, 스위스, 스페인 등 아시아와 교역하는 다른 국가들의 물품도 복제하였다. 목적은 정확하게 복제하는 것이 아니라, 다른 유럽 국가 복제품에서 성공적이었던 기술을 사용하여 더욱 우수한 물품을 만들어내는 것이었다.
영국의 생산과 제조 공정의 현대화를 보여준다는 점에서 모조품과 준사치품은 또한 인기가 있었다. 대규모 생산에는 표준화, 기계적 복제 기술의 발전, 조직화된 조립 체계를 필요로 했다. 진품을 만들어 내는 데에 사용되는 원래의 물질을 대신할 재료들은 계몽적 진보적 사고의 하나로 보았다. 사치품의 모방과 위조는 글로벌 경제에 영향을 주었을 영국의 잠재력을 입증하는 것이자, 프랑스, 중국, 인도에게 있어서는 국산 수출품에 영향을 주었다.

## 같이 보기
- 자본주의
- 상업주의
- 소비자 경제
- 과시 소비
- 경제물질주의
- 산업혁명
- 근면혁명

## 참고자료
1. ↑  Fairchilds, Cissie.  “Review: Consumption in Early Modern Europe. A Review Article”. Comparative Studies in Society and History, Vol. 35, No. 4. (Oct., 1993), pp. 851.
2. ↑  Peck, Linda, "Consuming Splendor: Society and Culture in Seventeenth-Century England", Cambridge Press, 2005
3. ↑  “Coming to live in a consumer society” (PDF). 2013년 8월 10일에 원본 문서 (PDF)에서 보존된 문서. 2013년 10월 29일에 확인함.
4. ↑  Berg, Maxine, "From imitation to invention: creating commodities in eighteenth-century Britain," Economic History Review, 2002.
5. ↑  Wilson, Ross J. "'The mystical character of commodities:' Post-Medieval Archaeology Vol. 42, No. 1 (2008) pp. 144-156.
6. ↑  McCants, Anne C."Exotic Goods, Popular Consumption, and the Standard of Living: Thinking about Globalization in the Early Modern World," Journal of World History Vol. 18, No. 4 (2007)
7. ↑  Berg, Maxine, "From imitation to invention: creating commodities in eighteenth-century Britain," Economic History Review, 2002.
8. ↑  Berg, Maxine, "In Pursuit of Luxury: Global History and British Consumer Goods in the Eighteenth Century," Oxford University Press, 2004.

## 참고문헌
- Fairchilds, Cissie.  “Review: Consumption in Early Modern Europe. A Review Article”. Comparative Studies in Society and History, Vol. 35, No. 4. (Oct., 1993), pp. 850–858.
- Roberts, Mary L. 1998. "Gender, Consumption, and Commodity Culture." American Historical Review 103: 817-44
- Berg, Maxine, Clifford, H. (eds.), Consumers and luxury: Consumer culture in Europe 1650-1850, Manchester:Manchester UP 1999
- Berg, Maxine, Luxury & Pleasure in Eighteenth-Century Britain, Oxford: OUP 2005
- Berry, Helen, ‘Polite Consumption: Shopping in Eighteenth-Century England’, TRHS 6thSer. 12, 2002, pp. 375-394
- Cox, Nancy, The complete Tradesman. A Study of Retailing, 1550-1820, Aldershot: Ashgate 2000
- Lemire, Beverley, Fashion’s Favourite: The Cotton Trade and the Consumer in Britain, 1660-1800, Oxford: OUP 1991
- McKendrick, Neil, Brewer, John, Plumb, J.H., The Birth of a Consumer Society: The Commercialization of Eighteenth-century England, London: Europa Publications 1982
- Mui, Hoh-Chueng, Mui, Lorna H., Shops and Shopkeeping in Eighteenth-Century England, Kingston: McGill-Queen's UP 1989
- Shammas, Carole, The Pre-industrial Consumer in England and America, Oxford: Clarendon 1990
- Spufford, Margaret, The Great Reclothing of Rural England: Petty Chapmen and their Wares in the Seventeenth Century, London: Hambledon 1984
- Blondé, Bruno et al. (eds.), Retail circuits and practices in medieval and early modern Europe (Studies in European Urban History (1100-1800) 9), Turnhout: Brepols 2006
- Stobart, Jon ‘Shopping streets as social space: leisure, consumerism and improvement in an eighteenth-century county town’, Urban History 25:1, 1998, pp. 3-21
- Stobart, Jon, Hann, Andrew, ‘Retailing Revolution in the Eighteenth Century? Evidence from North-West England’, Business History 46:2, 2004, pp. 171-194
- Stobart, Jon, ‘Leisure and Shopping in the Small Towns of Georgian England. A Regional Approach’, Journal of Urban History 32:4, 2005, pp. 479-503
- Stobart, Jon, Hann, Andrew, Morgan, Victoria, Spaces of Consumption. Leisure and shopping in the English town, c. 1680-1830, London: Routledge 2007
- Stobart, Jon, Spend, Spend, Spend! A History of Shopping, Stroud/Gloucs: History Press 2008
- Stobart, Jon, ‘Gentlemen and shopkeepers: supplying the country house in eighteenth-century England’, Economic History Review  64:3, 2011, pp. 885-904
- de Vries, Jan, The Industrious Revolution: Consumer Behavior and the Household Economy, 1650 to the Present, Cambridge: CUP 2008
- Wallis, Patrick, ‘Consumption, retailing and medicine in early-modern London’, Economic History Review 61:1, 2008, pp. 6-53
- Walsh, Claire, ‘Shop Design and the Display of Goods in Eighteenth-Century London’, Journal of Design History 8:3, 1995, pp. 157-176
- Walsh, Claire, ‘The design of London goldsmiths’ shops in the early eighteenth century’, in: David Mitchell, ed., Goldsmiths, Silversmiths and Bankers: Innovation and the Transfer of Skill, 1550 to 1750 (Centre for Metropolitan History Working Papers Series 2), Stroud/Gloucs, 1995, pp. 96-111
- Walsh, Claire, ‘Social Meaning and Social Space in the Shopping Galleries of Early Modern London’, in: John Benson, Laura Ugolini, (eds.), A Nation of Shopkeepers: Five Centuries of British Retailing, London: I.B. Tauris, 2003, pp. 52-79